# Грибов (Словакия)
Грибов — деревня и муниципалитет в районе Стропков в Прешовском крае в северо-восточной части Словакии. Впервые упомянута в 1414 году.
Население 192 человека.

## География
Находится на высоте 287 метров над уровнем моря. Площадь составляет 7942 км².

## История
Первое упоминание — 1414 год. Тогда деревня упоминается как Grebo, в 1648 году как Gribow, Gribo, на венгерском языке как Gribó, Kisgombás. В 1711 году деревня обезлюдела.
В районе деревни во время Первой мировой войны имели место боевые действия.
Футбольная секция в Грибове была основана в 1969 году

## Население
| Год:                | 1994 | 2004    | 2014    | 2024    |
| ------------------- | ---- | ------- | ------- | ------- |
| Количество человек: | 195  | 191     | 201     | 185     |
| Разница:            |      | −2,05 % | +5,23 % | −7,96 % |

## Культура
Есть дом культуры, где проводятся социально- культурные и спортивные мероприятия, небольшая муниципальная библиотека